# Dajr Mawas
Dajr Mawas (arab. دير مواس) – miasto w Egipcie, w muhafazie Al-Minja. W 2006 roku liczyło 40 640 mieszkańców.